# Leucobryum antillarum
Leucobryum antillarum là một loài Rêu trong họ Dicranaceae. Loài này được Schimp. ex Besch. mô tả khoa học đầu tiên năm 1876.